# Чемпионат Италии по волейболу среди женщин
Чемпионат Италии по волейболу среди женщин — ежегодное соревнование женских волейбольных команд Италии. Проводится с 1946 года.
Соревнования проводятся в сериях (дивизионах) А1, А2, В1, В2, С и D. Организатором чемпионатов в сериях А является Волейбольная женская лига (Lega Pallavolo femminile), в сериях В — Национальная волейбольная лига (Lega Nazionale Pallavolo), в сериях С и D — региональные комитеты Итальянской федерации волейбола. Первенство разыгрывают команды, входящие в серию А1.

## Формула соревнований (серия А1)
Чемпионат в серии А1 с сезона 1983/84 проводится в два этапа — предварительный и плей-офф (до 1983 проводился только круговой турнир). На предварительной стадии команды играют в два круга. По её итогам от 8 до 12 команд выходят в плей-офф и далее по системе с выбыванием определяют двух финалистов, которые разыгрывают первенство. Серии матчей в сезоне 2024/25 проводились до двух (четвертьфинал) и до трёх (полуфинал и финал) побед одного из соперников. Итоговое третье место не разыгрывается. Бронзовые награды из двух проигравших в полуфинале команд получает та, которая на предварительном этапе заняла более высокое место.     
За победы со счётом 3:0 и 3:1 команды получают 3 очка, 3:2 — 2 очка, за поражение со счётом 2:3 — 1, за поражения 0:3 и 1:3 очки не начисляются.
В чемпионате 2024/25 в серии А1 участвовали 14 команд: «Имоко Воллей» Конельяно, «Веро Воллей Милано» (Монца), «Савино Дель Бене» (Скандиччи), «Игор Горгондзола» (Новара), «Мегабокс» (Валлефолья), «Реале Мутуа Фенера» (Кьери), «Пинероло», «Унет-Ямамай» (Бусто-Арсицио), «Бергамо» (Бергамо), «Барточчини» (Перуджа), «Кунео Гранда» (Кунео), «Иль Бизонте Фиренце» (Сан-Кашано-ин-Валь-ди-Пеза), «Рома» (Рим), «Тальмассонс». Чемпионский титул в 7-й раз подряд выиграла «Имоко Воллей», победившая в финальной серии команду «Веро Воллей Милано» 3-0 (3:1, 3:0, 3:0). 3-е место заняла «Савино Дель Бене».

## Призёры
| Год       | 1-е место                                         | 2-е место                                         | 3-е место                                         |
| --------- | ------------------------------------------------- | ------------------------------------------------- | ------------------------------------------------- |
| 1946      | «Аматори» Бергамо                                 |                                                   |                                                   |
| 1947      | «Аматори» Бергамо                                 |                                                   |                                                   |
| 1948      | «Инвиста» Триест                                  |                                                   |                                                   |
| 1949      | «Инвиста» Триест                                  |                                                   |                                                   |
| 1950      | «Лега Национале» Триест                           | «Фари» Бергамо                                    | «Триесто» Триест                                  |
| 1951      | «Фари» Брешиа                                     | «Инвиста» Триест                                  | «Лега Национале» Триест                           |
| 1952      | «Фари» Брешиа                                     | «Инвиста» Триест                                  | «Павониана» Брешиа                                |
| 1953      | «Аудакс» Модена                                   | «Фари» Брешиа                                     | «Фари» Бергамо                                    |
| 1954      | «Минелли» Модена                                  | «Аудакс» Модена                                   | «Асси» Реджо-нель-Эмилия                          |
| 1955      | «Минелли» Модена                                  | «Аудакс» Модена                                   | «Фари» Бергамо                                    |
| 1956      | «Аудакс» Модена                                   | «Минелли» Модена                                  | «Либертас» Палермо                                |
| 1957      | «Аудакс» Модена                                   | «Индомита» Модена                                 | «Риццоли» Милан                                   |
| 1958      | «Аудакс» Модена                                   | «Риццоли» Милан                                   | «Индомита» Модена                                 |
| 1959      | «Аудакс» Модена                                   | «Спес» Триест                                     | «Индомита» Модена                                 |
| 1960      | «Каза Лампада» Триест                             | «Алессандрия»                                     | «Сесто Флорентино» Флоренция                      |
| 1961      | «Каза Лампада» Триест                             | «Алессандрия»                                     | «Муратори» Виньола                                |
| 1962      | «Каза Лампада» Триест                             | «Муратори» Виньола                                | «Минелли» Модена                                  |
| 1962/63   | «Муратори» Виньола                                | «Минелли» Модена                                  | «Сесто Флорентино» Флоренция                      |
| 1963/64   | «Сесто Флорентино» Флоренция                      | «Муратори» Виньола                                | «Минелли» Модена                                  |
| 1964/65   | «Макс Мара» Реджо-нель-Эмилия                     | «Кабасси» Модена                                  | «Муратори» Виньола                                |
| 1965/66   | «Макс Мара» Реджо-нель-Эмилия                     | «Минелли» Модена                                  | «Кабасси» Модена                                  |
| 1966/67   | «Макс Мара» Реджо-нель-Эмилия                     | «Минелли» Модена                                  | «Фини» Модена                                     |
| 1967/68   | «Макс Мара» Реджо-нель-Эмилия                     | «Фини» Модена                                     | «Кабасси» Модена                                  |
| 1968/69   | «Фини» Модена                                     | «Макс Мара» Реджо-нель-Эмилия                     | «Парма»                                           |
| 1969/70   | «Фини» Модена                                     | «Парма»                                           | «Кумурри» Реджо-нель-Эмилия                       |
| 1970/71   | «Парма»                                           | «Фини» Модена                                     | «Казагранде» Сачиле                               |
| 1971/72   | «Фини» Модена                                     | «Бартоли» Реджо-нель-Эмилия                       | «Парма»                                           |
| 1972/73   | «Фини» Модена                                     | «Бартоли» Реджо-нель-Эмилия                       | «Парма»                                           |
| 1973/74   | «Вальданья» Скандиччи                             | «Орландини» Реджо-нель-Эмилия                     | «Парма»                                           |
| 1974/75   | «Вальданья» Скандиччи                             | «Кома» Модена                                     | «Альцано-Ломбардо»                                |
| 1975/76   | «Вальданья» Скандиччи                             | «Дзильо» Реджо-нель-Эмилия                        | «Альцано-Ломбардо»                                |
| 1976/77   | «Альцано-Ломбардо»                                | «Метауро» Фано                                    | «Торре-Табита» Катания                            |
| 1977/78   | «Дзильо» Реджо-нель-Эмилия                        | «Чечина»                                          | «Альцано-Ломбардо»                                |
| 1978/79   | «Бари»                                            | «Нельсен» Реджо-нель-Эмилия                       | «Альцано-Ломбардо»                                |
| 1979/80   | «Алидея» Катания                                  | «Нельсен» Реджо-нель-Эмилия                       | «Чечина»                                          |
| 1980/81   | «Диана Докс» Равенна                              | «Нельсен» Реджо-нель-Эмилия                       | «Бергамо»                                         |
| 1981/82   | «Олимпия Теодора» Равенна                         | «Нельсен» Реджо-нель-Эмилия                       | «Кома» Модена                                     |
| 1982/83   | «Олимпия Теодора» Равенна                         | «Нельсен» Реджо-нель-Эмилия                       | «ЧИВ э ЧИВ» Модена                                |
| 1983/84   | «Олимпия Теодора» Равенна                         | «Бари»                                            | «Парма»                                           |
| 1984/85   | «Олимпия Теодора» Равенна                         | «Нельсен» Реджо-нель-Эмилия                       | «Анкона»                                          |
| 1985/86   | «Олимпия Теодора» Равенна                         | «ЧИВ э ЧИВ» Модена                                | «Нельсен» Реджо-нель-Эмилия                       |
| 1986/87   | «Олимпия Теодора» Равенна                         | «ЧИВ э ЧИВ» Модена                                | «Йоги» Анкона                                     |
| 1987/88   | «Олимпия Теодора» Равенна                         | «ЧИВ э ЧИВ» Модена                                | «Бралья Кучине» Реджо-нель-Эмилия                 |
| 1988/89   | «Олимпия Теодора» Равенна                         | «Сан-Ладзаро» Сан-Ладзаро-ди-Савена               | «Реджо-ди-Калабрия»                               |
| 1989/90   | «Олимпия Теодора» Равенна                         | «Бралья Кучине» Реджо-нель-Эмилия                 | «Пескопагано» Матера                              |
| 1990/91   | «Олимпия Теодора» Равенна                         | «Сирио» Перуджа                                   | «Пескопагано» Матера                              |
| 1991/92   | «Калья Салотти» Матера                            | «Сирио» Перуджа                                   | «Олимпия Теодора» Равенна                         |
| 1992/93   | «Латте Руджада» Матера                            | «Мессаджеро Теодора» Равенна                      | «Агридженто»                                      |
| 1993/94   | «Латте Руджада» Матера                            | «Изола Верде» Модена                              | «Агридженто»                                      |
| 1994/95   | «Латте Руджада» Матера                            | «Антезис» Модена                                  | «Олимпия Теодора» Равенна                         |
| 1995/96   | «Фоппапедретти» Бергамо                           | «Антезис» Модена                                  | «Альпам» Рим                                      |
| 1996/97   | «Фоппапедретти» Бергамо                           | «Антезис» Модена                                  | «Чермаджика» Реджо-нель-Эмилия                    |
| 1997/98   | «Фоппапедретти» Бергамо                           | «Чермаджика» Реджо-нель-Эмилия                    | «Ассид» Неаполь                                   |
| 1998/99   | «Фоппапедретти» Бергамо                           | «Мединекс» Реджо-ди-Калабрия                      | «Омнител» Модена                                  |
| 1999/2000 | «Модена»                                          | «Мединекс» Реджо-ди-Калабрия                      | «Деспар-Сирио» Перуджа                            |
| 2000/01   | «Капосуд» Реджо-ди-Калабрия                       | «Фоппапедретти» Бергамо                           | «Теодора» Равенна                                 |
| 2001/02   | «Фоппапедретти» Бергамо                           | «Асистел» Новара                                  | «Деспар-Сирио» Перуджа                            |
| 2002/03   | «Деспар-Сирио» Перуджа                            | «Асистел» Новара                                  | «Монте Скьяво» Ези                                |
| 2003/04   | «Фоппапедретти» Бергамо                           | «Асистел» Новара                                  | «Монте Скьяво» Ези                                |
| 2004/05   | «Деспар-Сирио» Перуджа                            | «Фоппапедретти» Бергамо                           | «Кьери»                                           |
| 2005/06   | «Фоппапедретти» Бергамо                           | «Монте Скьяво» Ези                                | «Скаволини» Пезаро                                |
| 2006/07   | «Деспар-Сирио» Перуджа                            | «Монте Скьяво» Ези                                | «Асистел» Новара                                  |
| 2007/08   | «Скаволини» Пезаро                                | «Деспар-Сирио» Перуджа                            | «Фоппапедретти» Бергамо                           |
| 2008/09   | «Скаволини» Пезаро                                | «Асистел» Новара                                  | «Фоппапедретти» Бергамо                           |
| 2009/10   | «Скаволини» Пезаро                                | «Карнаги» Вилла-Кортезе                           | «Фоппапедретти» Бергамо                           |
| 2010/11   | «Фоппапедретти» Бергамо                           | «Карнаги» Вилла-Кортезе                           | «Ямамай» Бусто-Арсицио                            |
| 2011/12   | «Ямамай» Бусто-Арсицио                            | «Карнаги» Вилла-Кортезе                           | «Ребекки-Нордмекканика» Пьяченца                  |
| 2012/13   | «Ребекки-Нордмекканика» Пьяченца                  | «Имоко Воллей» Конельяно                          | «Унендо-Ямамай» Бусто-Арсицио                     |
| 2013/14   | «Ребекки-Нордмекканика» Пьяченца                  | «Унендо-Ямамай» Бусто-Арсицио                     | «Имоко Воллей» Конельяно                          |
| 2014/15   | «Поми» Казальмаджоре                              | «Игор Горгондзола» Новара                         | «Нордмекканика-Ребекки» Пьяченца                  |
| 2015/16   | «Имоко Воллей» Конельяно                          | «Нордмекканика» Пьяченца                          | «Лю-Джо Воллей» Модена                            |
| 2016/17   | «Игор Горгондзола» Новара                         | «Лю-Джо Нордмекканика» Модена                     | «Имоко Воллей» Конельяно                          |
| 2017/18   | «Имоко Воллей» Конельяно                          | «Игор Горгондзола» Новара                         | «Савино Дель Бене» Скандиччи                      |
| 2018/19   | «Имоко Воллей» Конельяно                          | «Игор Горгондзола» Новара                         | «Савино Дель Бене» Скандиччи                      |
| 2019/20   | Из-за пандемии COVID-19 чемпионат не был завершён | Из-за пандемии COVID-19 чемпионат не был завершён | Из-за пандемии COVID-19 чемпионат не был завершён |
| 2020/21   | «Имоко Воллей» Конельяно                          | «Игор Горгондзола» Новара                         | «Саугелла» Монца                                  |
| 2021/22   | «Имоко Воллей» Конельяно                          | «Веро Воллей» Монца                               | «Игор Горгондзола» Новара                         |
| 2022/23   | «Имоко Воллей» Конельяно                          | «Веро Воллей» Монца                               | «Савино Дель Бене» Скандиччи                      |
| 2023/24   | «Имоко Воллей» Конельяно                          | «Савино Дель Бене» Скандиччи                      | «Веро Воллей» Монца                               |
| 2024/25   | «Имоко Воллей» Конельяно                          | «Веро Воллей Милано» Монца                        | «Савино Дель Бене» Скандиччи                      |